# Arsène Lupin (pièce de théâtre)
Pour les articles homonymes, voir Arsène Lupin (homonymie).
Arsène Lupin est une pièce de théâtre en 4 actes, de Francis de Croisset et Maurice Leblanc, représentée pour la première fois le 28 octobre 1908 au Théâtre de l'Athénée. Le rôle de Lupin était tenu par André Brulé. Le texte fut publié la première fois en un volume in-12 chez Laffite en mai 1909.

## Scénario
Les actes se passent successivement dans le grand hall d'un château ; un grand salon d'un hôtel particulier ; enfin, un fumoir très élégant (il n'y a pas d'entracte entre les deuxième et troisième actes).
Germaine de Gournay-Martin, fille très snob d'une famille cossue qui vient de racheter le château de Charmerace, va enfin, après sept ans de fiançailles, épouser l'ancien propriétaire désargenté, Jacques, duc de Charmerace, un fiancé peu empressé mais tellement séduisant, qui revient « officiellement » d'une expédition au Pôle Sud !
La conversation va rapidement tourner sur les récents exploits d'Arsène Lupin qui n'a pas hésité à voler toutes les collections de tableaux de son futur beau-père, car, le spectateur le soupçonne très vite, Charmerace et Lupin ne font qu'un. Le cambrioleur sera confronté au tenace limier Guerchard qui a une revanche à prendre. Le policier n'hésitera pas pour cela à tenir en otage la secrétaire de Germaine, la belle Sonia Krichnoff, qui n'avait pas laissé le duc de Charmerace longtemps indifférent. Mais Lupin compte une alliée de taille : Victoire, sa nourrice toute dévouée, toujours prête même pour les besognes les plus périlleuses.

## Distribution
- André Brulé : le duc de Charmerace – Arsène Lupin[1]
- Paul Escoffier : le policier Guerchard[a]
- Bullier : le millionnaire Gournay-Martin
- Laurence Duluc : Sonia Krichnoff
- Jeanne Rosny : Germaine Gournay-Martin
- Germaine Éty : Victoire, vieille servante d'Arsène Lupin
- André Lefaur : le juge d'instruction
- Clément : Boursin, aide de Guerchard
- Narbal : le commissaire de police
- Cousin : le concierge
- Bénédict : Charolais père, acolyte d'Arsène Lupin
- Félix Ander : Charolais fils
- Georges Térof : Firmin, le garde-chasse
- Henri Bosc : Dieusy, l'agent de la Sûreté
- Paul Chartrettes : Jean, le chauffeur
- Ragoneau : l'agent de police
- Roux : 2e fils Charolais, qui se fait passer pour un pharmacien
- Durand : 3e fils Charolais, qui se fait passer pour un avocat
- Marseille : Alfred,le domestique
- Marius : le serrurier
- Tribois : le greffier
- Maud Gauthier : Jeanne, amie de Germaine
- Melle Cézanne : Marie, amie de Germaine
- Melle Brizac : Irma, femme de chambre de Germaine

## Accueil
Lors de la répétition générale à l'Athénée, la pièce fut ovationnée et applaudie par trois fois et fut un large succès dès de sa première représentation.
La pièce eu plus de mille représentations avec André Brulé en rôle-titre, avec plusieurs évolutions au fil des années : notamment, la référence à Jaurès est remplacée par des politiciens actuels.
L'apparence d'André Brulé influencera celle du personnage dans ses illustrations, notamment via ses haut de forme, cape et canne à pommeau jamais mentionné dans les textes de Leblanc.

## Postérité

### Reprise de la pièce
À la suite du succès de la pièce de théâtre, celle-ci est à nouveau présentée au public en 1920, 1923 et 1937.
En 2014, pour le 150e anniversaire de Maurice Leblanc, la municipalité d'Étretat, l'Association des Amis d'Arsène Lupin et Florence Leblanc (sa petite-fille) ont commandé une adaptation de la pièce au théâtre Michel à Paris.

### Adaptations
L'histoire a été adaptée dans le film britannique homonyme de George Loane Tucker sorti en 1916, puis de nouveau l'année suivante par Paul Scardon en version américaine.
Une adaptation radio par Léon Ruth fut diffusée pour l'émission À bureaux fermés de la Chaîne parisienne le 14 septembre 1948 avec Paul Cambo dans le rôle principal.
Une autre adaptation radio fut diffusée le 7 juillet 1951 pour l'émission Théâtre de la fantaisie de la Chaîne parisienne avec Louis Ducreux.
Le récit de cette pièce de théâtre a été adapté en manga par les éditions Kurokawa en 2015 : Arsène Lupin. Tome 1 par Takashi Morita.